# طوطیچه آرام
طوطیچه اقیانوس آرام یا طوطیچه آسمانی (نام علمی: Forpus coelestis) نام یک گونه از سرده طوطیچه‌ها است.